# Casa Jeroni Juncadella
La Casa Jeroni Juncadella és un conjunt arquitectònic format per dos edificis amb les façanes principals encarades als carrers de Ferran i de la Lleona, i units per un cos voladís a la part posterior, que dona al carreró de la Trinitat. El primer està catalogat com a bé cultural d'interès local.

## Història
El 1847, Bonaventura Carles Aribau i Francesc Murlans van obtenir de l'Estat la cessió de l'antic convent de la Trinitat (exceptuant-ne l'església i la capella del Remei) per a establir-hi una fàbrica de teixits de seda moguda per vapor. Tanmateix, la negativa de l'Ajuntament de Barcelona a concedir-los la llicència va fer que l'any següent venguessin la propietat al comerciant Antoni Vidal i Balaguer, natural de Cardona. El 1852, el seu germà Domènec, com a apoderat seu, en vengué la part situada a la cantonada dels carrers de Ferran i d'Avinyó a l'indià de Vilanova i la Geltrú Llorenç Milà i Mestre, i la resta, al fabricant Jeroni Juncadella i Casanovas per 25.000 duros.
El 1853, Juncadella va demanar permís per a construir-hi un edifici amb façana al carrer de Ferran, segons el projecte de l'arquitecte Josep Fontserè i Domènech, que incloïa un cos sobre la capella del Remei. Posteriorment, va establir el despatx de la seva fàbrica en un altre edifici al carrer de la Lleona, a la part posterior de la parcel·la.

## Descripció
L'edifici del carrer de Ferran, de planta baixa, entresol i tres pisos, té la particularitat que una de les crugies és al capdamunt de la capella del Remei de la veïna parròquia de Sant Jaume, la porta renaixentista de la qual s'integra a la façana, al costat de les altres tres obertures amb arc escarser dels baixos; sobre aquestes, a l'entresol, s'obren tres balcons, separats cadascun amb un plafó de terracota de motius vegetals. El nivell superior, on se situen les tres plantes de pisos, és un nivell molt diferenciat de l'inferior. La primera planta compta amb una balconada correguda que agrupa tres dels quatre finestrals, el quart, a sobre el portal renaixentista, té un balcó individual, com el de la resta de finestrals. Els tres finestrals de la balconada correguda, a més, estan coronats, cadascun, per un plafó amb relleus ornamentals. La façana està pintada de color salmó i gris, i els eixos verticals estan separats per plafons blancs i allargats. Finalment, a la coberta està decorada amb unes mènsules i una motllura que recorre la cornisa.
La façana del carrer de la Lleona, de planta baixa i quatre pisos, té una composició més senzilla, amb només dues obertures per planta, però les baranes dels balcons són de ferro colat amb el mateix tipus d'ornamentació que les del carrer de Ferran.

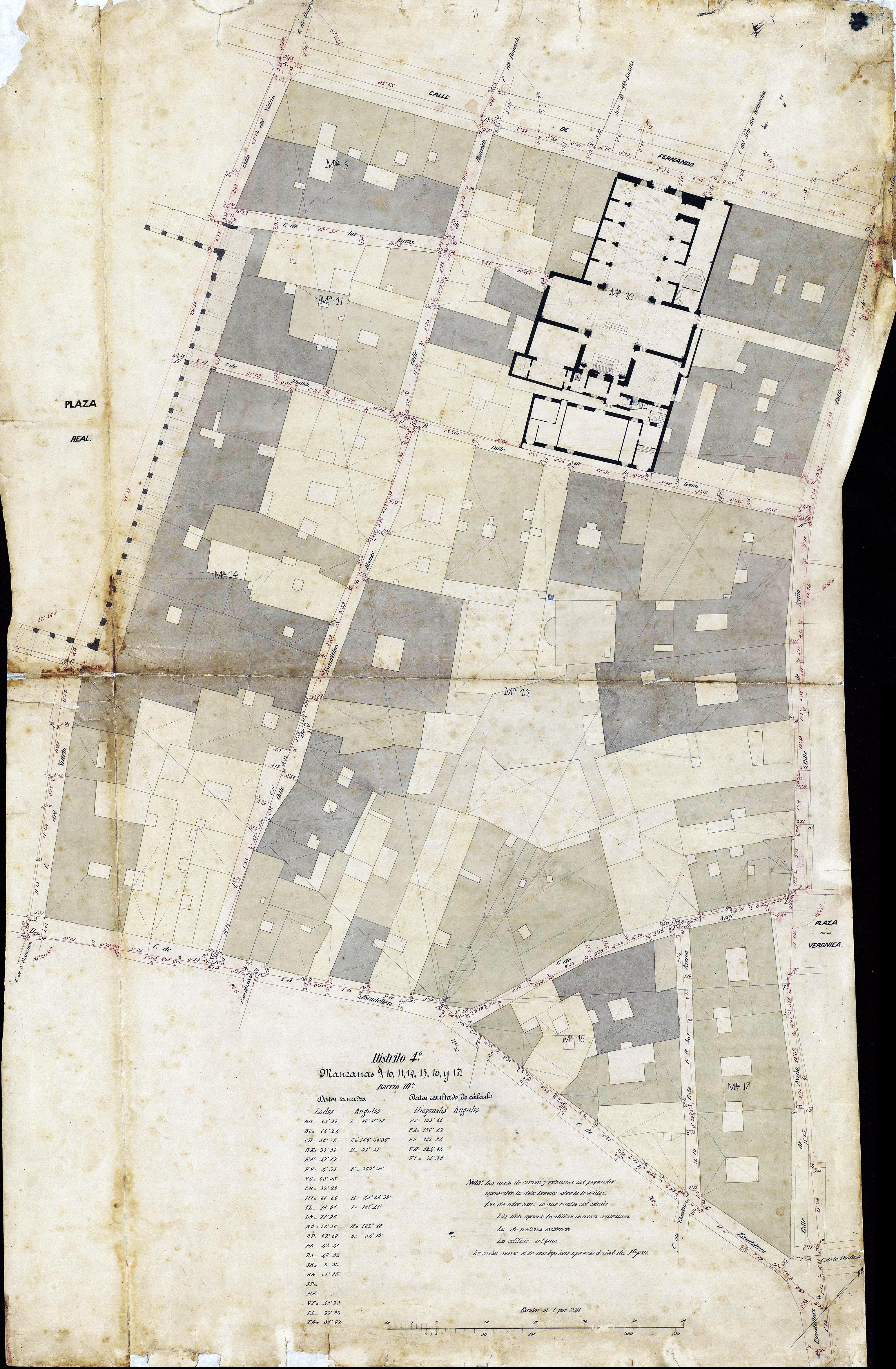
Quarteró núm. 117 de Garriga i Roca (c. 1860)